# Alysha Corrigan
Alysha Corrigan, född 25 januari 1997, är en kanadensisk rugbyspelare. Hon ingick i det kanadensiska lag som tog silver i sjumannarugby vid OS 2024 i Paris.